# Lepidiota semonis
Lepidiota semonis är en skalbaggsart som beskrevs av Brenske 1900. Lepidiota semonis ingår i släktet Lepidiota och familjen Melolonthidae. Inga underarter finns listade i Catalogue of Life.